# Палац Лінлітгоу
Палац Лінлітґоу (англ. Linlithgow Palace) знаходиться в Шотландії в області Західний Лотіан. Розташований за 24 км на захід від Единбурга між містом Лінлітгоу та однойменним. Палац був улюбленою резиденцією Стюартів. У ньому народилася Марія Стюарт.

## Фешенебельний палац королівської династіїСтюартів
У 1424 році Джеймс I почав відбудовувати палац Лінлітгоу після пожежі, що знищила колишню будівлю. Лінлітгоу став по-справжньому шикарним «фешенебельним палацом», приємною зупинкою для королівської сім'ї під час подорожі останньої по дорозі, яка сполучала Единбурзький замок і замок Стерлінг.
Стародавній палац став «королівською дитячою» для Джеймса V (народився в 1512 р.), Марії Стюарт (народилася в 1542 р.) і принцеси Елізабет (народилася в 1596 р.), більш відомої, як «Зимова королева». Після 1603, коли Джеймс VI внаслідок коронації переніс королівський двір до Лондона, палац швидко занепав. У вересні 1745 через необережне поводження з вогнем його останніх постояльців, представників Ганноверської династії, сталася пожежа і будівля була вкотре значно пошкоджена.

## Світлини

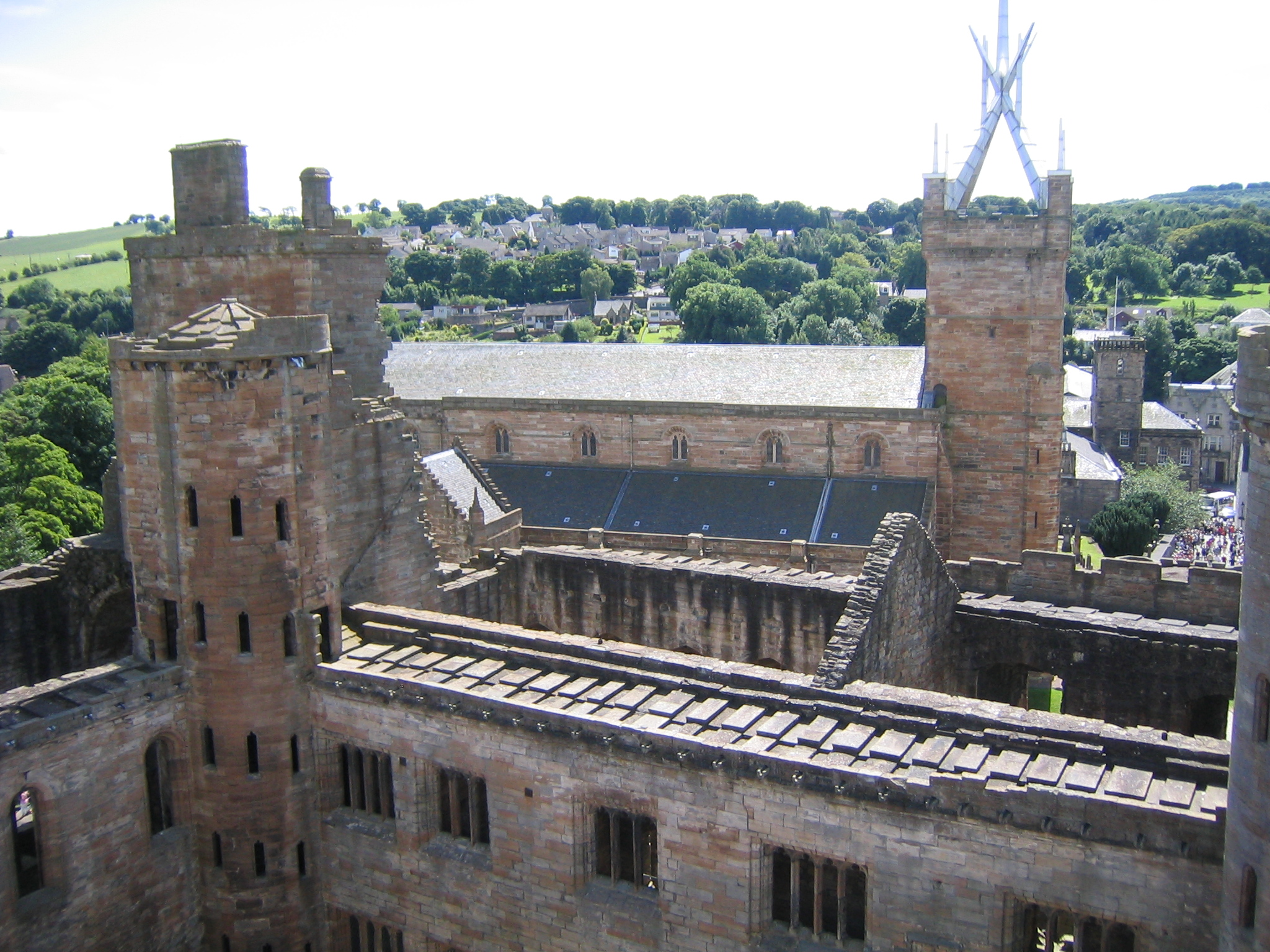
Парафіяльна церква Св. Михайла, з його сучасною шпиль-короною, розглядається через частину палацу
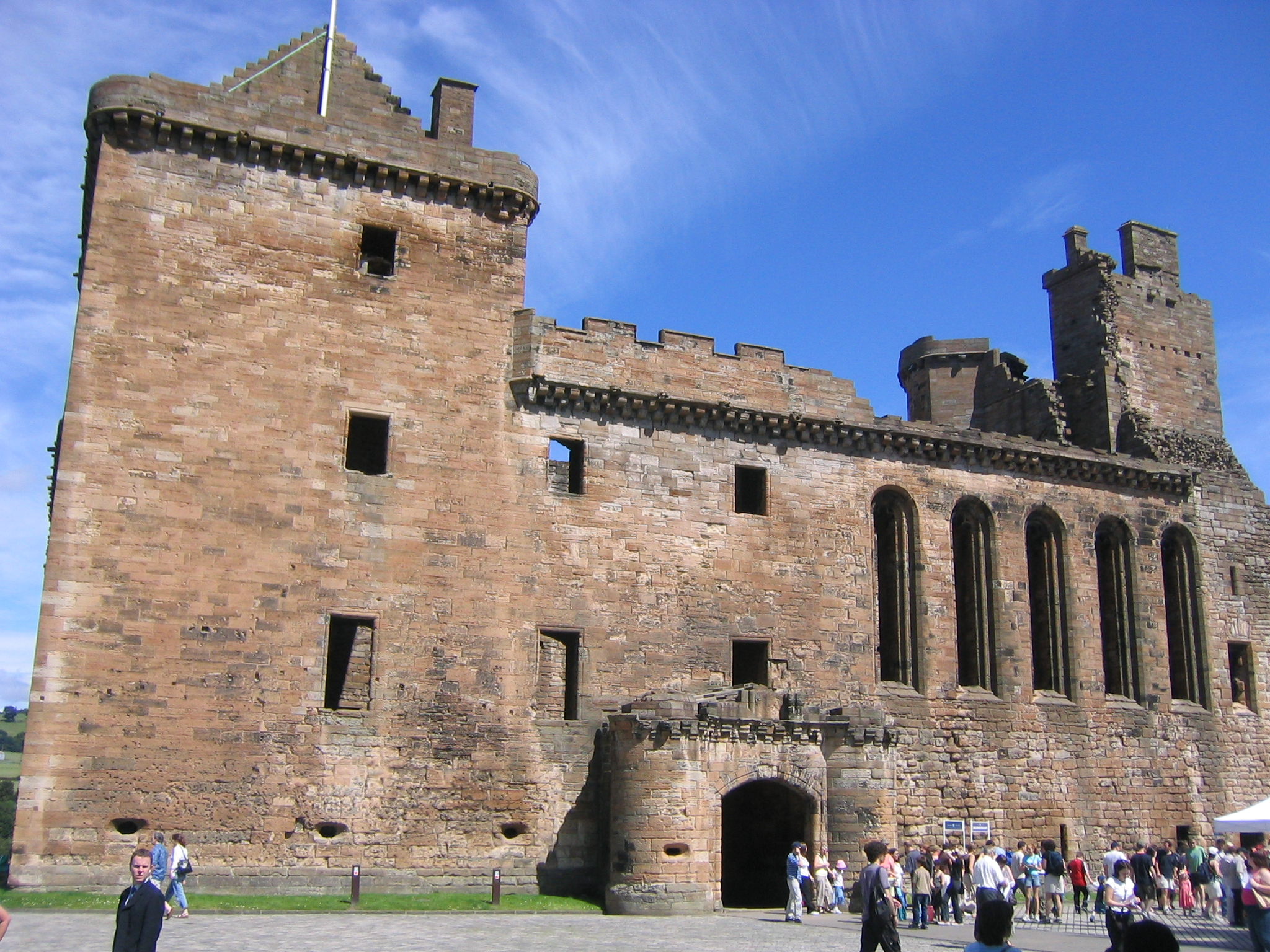
Південна сторона Палацу
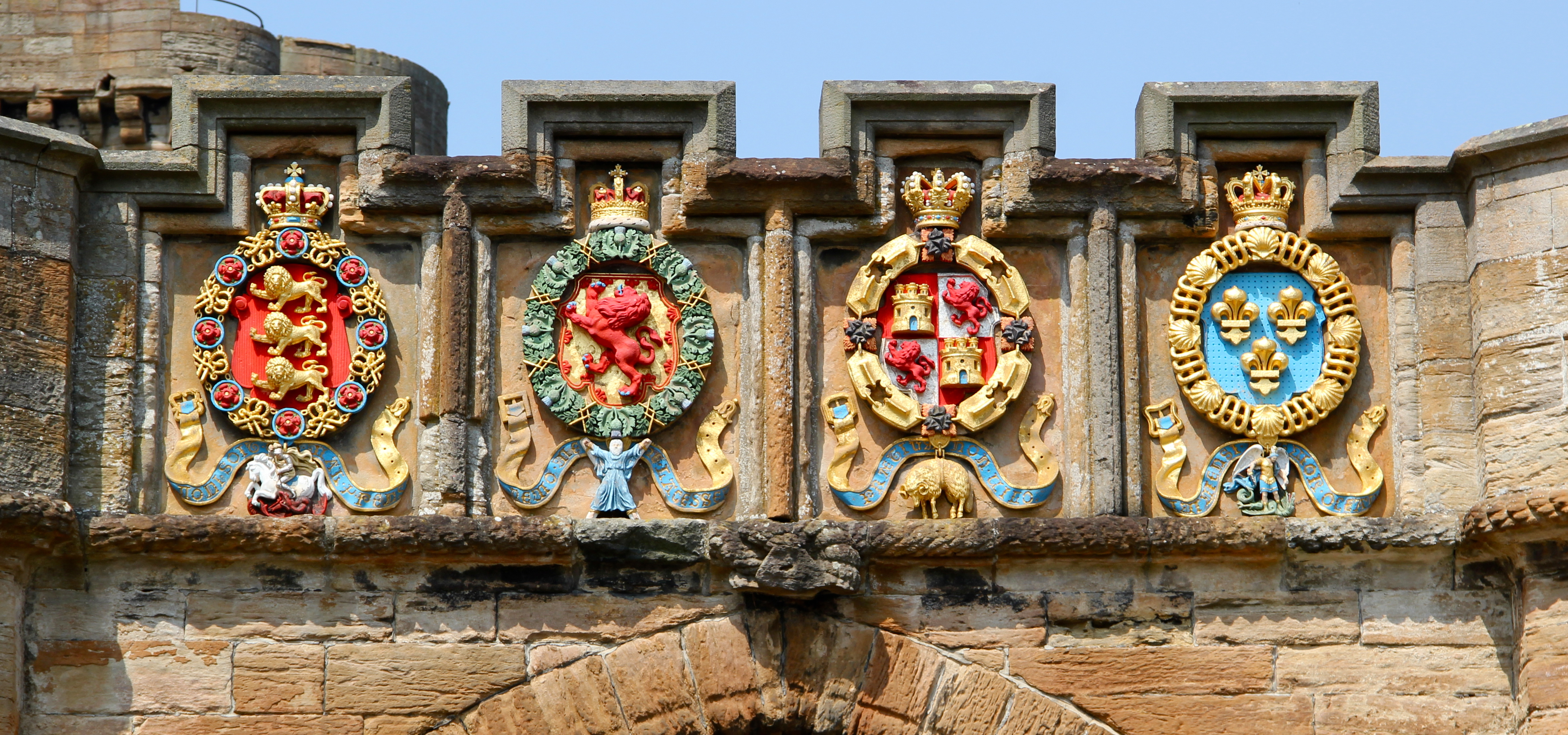
Чотири європейські лицарські ордени які належали Джеймсу V вигравірувані над аркою переднього входу Орден Підв'язки, Орден будяка, Орден Золотого Руна і Орден Святого Михайла
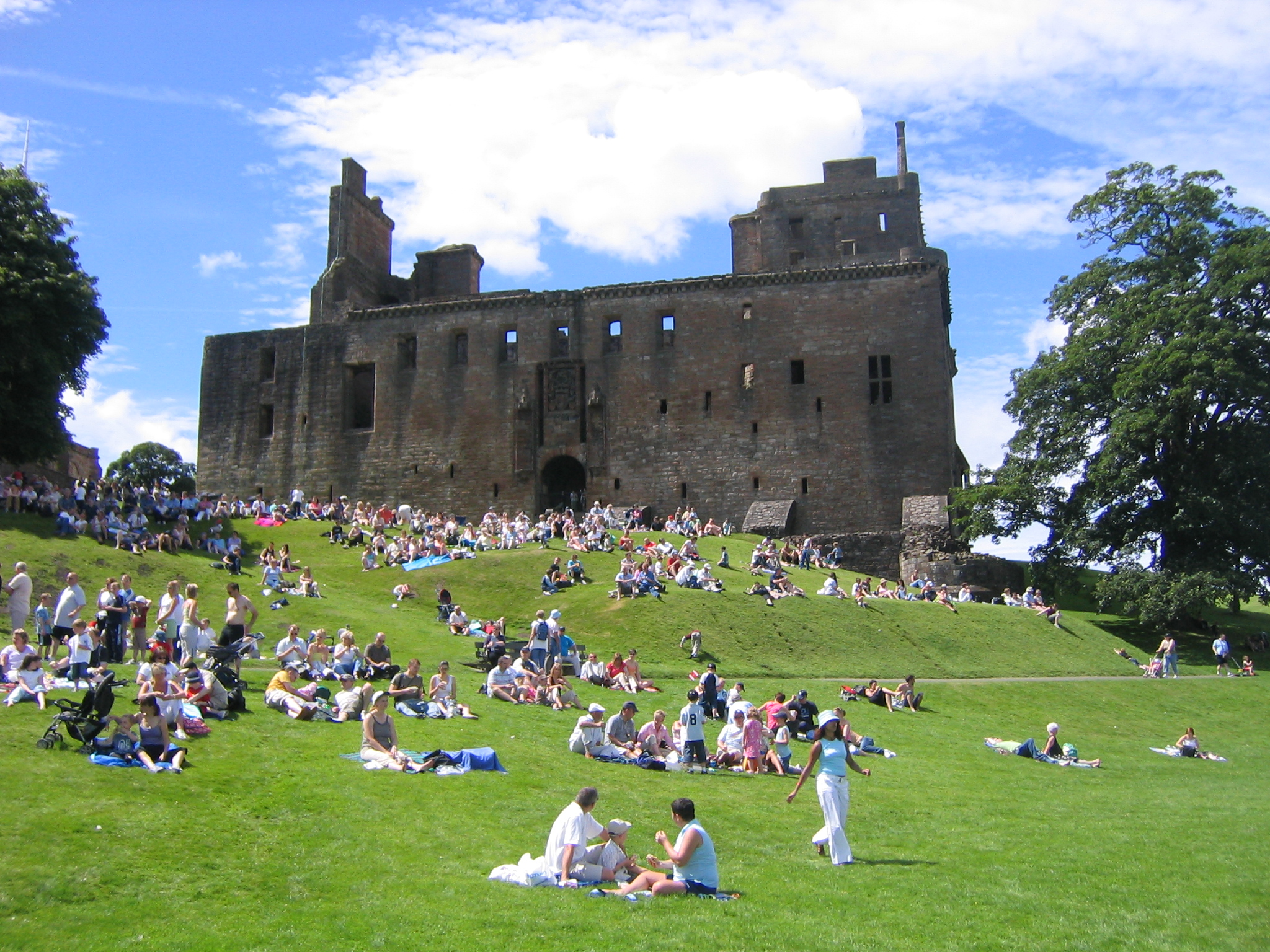
Східна сторона Палацу
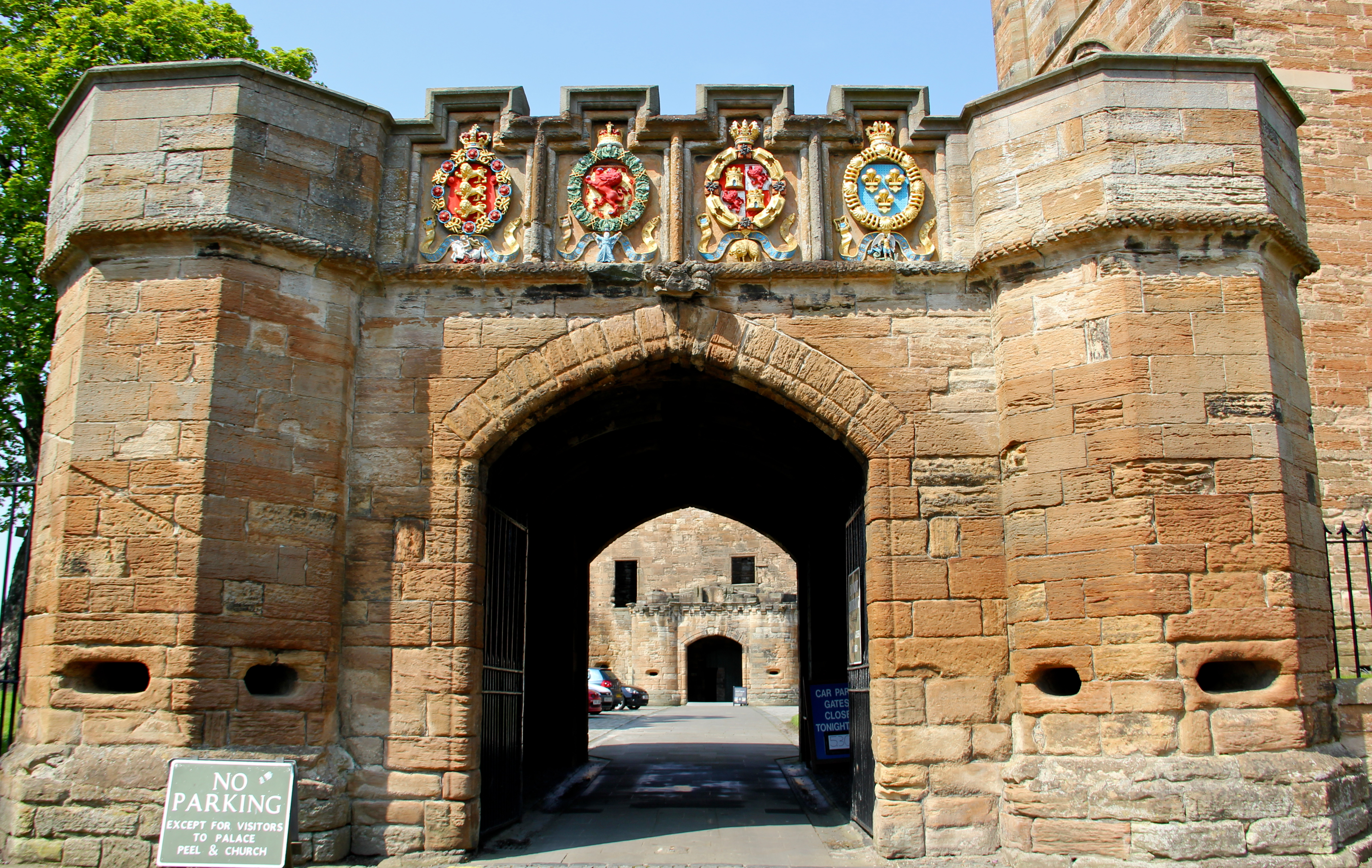
Вхід в палац Лінлітгоу, збудований королем Джеймсом V близько 1533